# Sune Östling

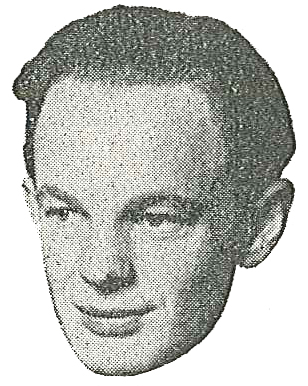
Sune Östling i början av 1940-talet.

Sten Sune Emanuel Östling, född den 26 mars 1916 i Enköping, död den 28 mars 1982 i Angered i Göteborg, var en svensk pianist, kompositör och musikarrangör. 

## Filmmusik
- 1941 - En fattig miljonär
- 1941 – Hem från Babylon
- 1942 - Kvinnan tar befälet
- 1943 – Ombyte av tåg
- 1944 - Narkos